# Бакспорт (переписна місцевість, Мен)
Бакспорт (англ. Bucksport) — переписна місцевість (CDP) в США, в окрузі Генкок штату Мен. Населення — 2832 особи (2020).

## Географія
Бакспорт розташований за координатами 44°35′18″ пн. ш. 68°47′55″ зх. д. / 44.58833° пн. ш. 68.79861° зх. д. (44.588439, -68.798643).  За даними Бюро перепису населення США в 2010 році переписна місцевість мала площу 37,67 км², з яких 29,55 км² — суходіл та 8,12 км² — водойми.

## Демографія
Згідно з переписом 2010 року, у переписній місцевості мешкало 2885 осіб у 1302 домогосподарствах у складі 772 родин. Густота населення становила 77 осіб/км².  Було 1495 помешкань (40/км²).
Расовий склад населення:
| - 96,7 % — білих - 0,5 % — чорних або афроамериканців - 0,4 % — корінних американців - 0,3 % — азіатів |

До двох чи більше рас належало 1,7 %. Частка іспаномовних становила 1,5 % від усіх жителів.
За віковим діапазоном населення розподілялося таким чином: 20,5 % — особи молодші 18 років, 63,9 % — особи у віці 18—64 років, 15,6 % — особи у віці 65 років та старші. Медіана віку мешканця становила 42,9 року. На 100 осіб жіночої статі у переписній місцевості припадало 89,2 чоловіків;  на 100 жінок у віці від 18 років та старших — 84,9 чоловіків також старших 18 років.
Середній дохід на одне домашнє господарство  становив 50 898 доларів США (медіана — 28 594), а середній дохід на одну сім'ю — 72 045 доларів (медіана — 42 778). Медіана доходів становила 34 258 доларів для чоловіків та 25 167 доларів для жінок. За межею бідності перебувало 23,3 % осіб, у тому числі 42,1 % дітей у віці до 18 років та 16,7 % осіб у віці 65 років та старших.
Цивільне працевлаштоване населення становило 1132 особи. Основні галузі зайнятості: освіта, охорона здоров'я та соціальна допомога — 28,4 %, мистецтво, розваги та відпочинок — 23,6 %, фінанси, страхування та нерухомість — 10,3 %, роздрібна торгівля — 10,0 %.